# بی‌جی‌ز
بی‌جی‌ز (انگلیسی: BJ's) شرکت خرده‌فروشی و عمده‌فروشی آمریکایی است، که مالک شبکه‌ای از ۲۱۶ شعبه و ۱۳۶ جایگاه پمپ بنزین در ایالت‌های شرقی آمریکا می‌باشد. این شرکت در سال ۱۹۸۴ بعنوان یک فروشگاه زنجیره‌ای در مدفورد، ماساچوست تأسیس شد. دفتر مرکزی بی‌جی‌ز در شهر وستبرو، ماساچوست قرار دارد و بخشی از سهام آن در بازار بورس نیویورک مبادله می‌شود و اکثریت سهام آن متعلق به شرکت‌های لئونارد گرین و شرکا و سی‌وی‌سی کپیتال می‌باشد.